# Aeroportul Ingham
Aeroportul Ingham (IATA: IGH, ICAO: YIGM) este un aeroport din Queensland, Australia.
Situat la o altitudine de 14 m, aeroportul dispune de o singură pistă.